# Università di Medicina e Farmacia "Grigore T. Popa"
È una delle più antiche istituzioni di istruzione superiore della Romania, fondata nel 1879 come Facoltà di Medicina, è associata ad altre due istituzioni che completano l'area della formazione medica: la Facoltà di Farmacia e la Facoltà Odontoiatria. Nel 1991, l'Istituto ha ottenuto lo status di università, assumendo il nome del famoso rappresentante della Scuola di Anatomia Funzionale di Iași, Grigore T. Popa. Successivamente, è stata inclusa la Facoltà di Bioingegneria Medica.
Nel corso del tempo, grandi personalità hanno segnato la storia dell'università: Grigore T. Popa, Leon Scully, Petru Poni, CI Parhon, Aristide Peride, Ion Ciure, Ludovic Russ, Ernest Juvara, C. Proca, N. Leon, V. Sion, Fr . Reiner, E. Riegler, Al. Slatineanu, I. Tănăsescu, A. Tupa, V. Rascanu, L. Baliff, J. Nitulescu, O. Franche, Vl. Butureanu, P. Vancea e altri.

## Struttura

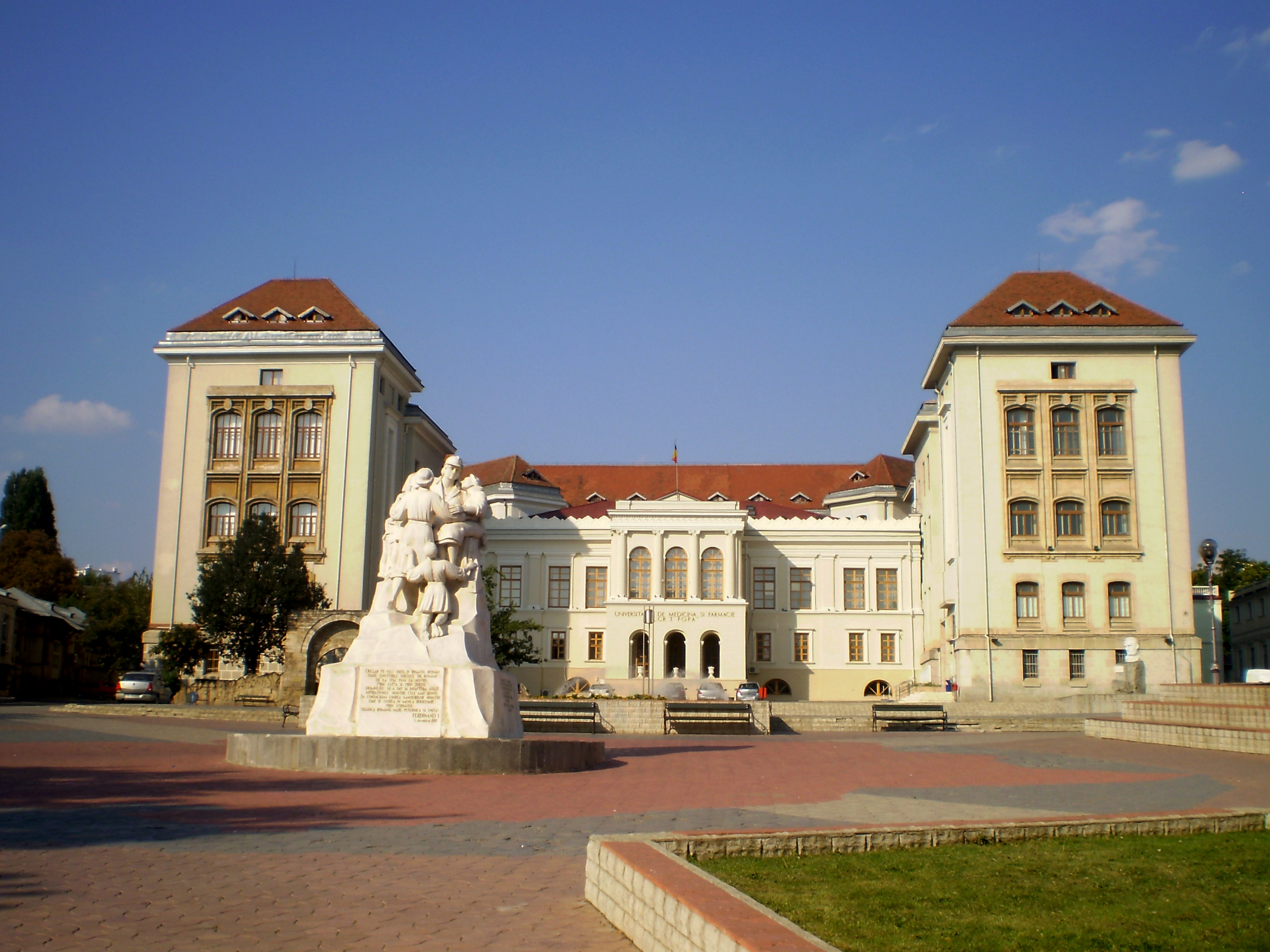
Iaşi, Università di Medicina e Farmacia "Grigore T. Popa"

L'ateneo è organizzato nelle seguenti facoltà:
- Bioingegneria
- Farmacia
- Medicina
- Odontoiatria